# Club Atlético Central Córdoba (Santiago del Estero)
Ne doit pas être confondu avec Club Atlético Central Córdoba (Rosario) ou Instituto Atlético Central Córdoba.
Maillots
Actualités
Le Club Atlético Central Córdoba est un club de football argentin situé dans la ville de Santiago del Estero dans la province du même nom. Le club est fondé en 1919 par un groupe de cheminots qui nomment le club en référence à la Córdoba Central Railway de la même manière que ceux qui créent à Rosario un club du même nom. Le club accède, au terme de la saison 2018-2019, pour la première fois depuis plus de quarante ans à la première division argentine.

## Histoire
Le Club Atlético Central Córdoba a joué à deux reprises en première division argentine : en 1967 et 1971. En 1967 le club termine à la 14e place sur 16 participants. En 1971, il termine à la 13e place sur 14 équipes dans le Groupe B du championnat.
Le 8 juin 2019, le Central Córdoba remporte les barrages de promotion et accède pour la première fois depuis 48 ans à la première division argentine. En finale des barrages, Central Córdoba écarte le Club Atlético Sarmiento avec l'épreuve des tirs au but après deux matchs nuls 1-1 puis 0-0.

## Palmarès
- Coupe d'Argentine :
  - Vainqueur : 2024